# Belmont-Luthézieu
Pour les articles homonymes, voir Belmont.
Belmont-Luthézieu est une ancienne commune française, située dans le département de l'Ain en région Auvergne-Rhône-Alpes. Le 1er janvier 2019, elle devient commune déléguée et chef-lieu de Valromey-sur-Séran.

## Géographie

Territoire communal.

Commune située à 18 km au nord de Belley, dans la zone d'appellation AOC des vins du Bugey. Nombreux sites de cascade, gorges et de grottes dans un environnement boisé.

## Quartiers
- Belmont
- Champdossin
- Massignieu
- Sammonod
- Vogland : Voglens en 1345, Voglein en 1429.
- Nérieu
- Bioléaz
- Luthézieu
- Muffieu
- Vercosin

## Toponymie
Belmont : Le nom de la localité est attesté sous les formes Versus Bellum Montem en 1146, Belmont en 1231, Belmont en Valromey en 1650.
Luthézieu :  Le nom de la localité est attesté sous les formes Autasiou  en 1239, Autaysieu en 1258, Le Thézieu en 1670, qui deviendra Luthézieu en 1790.

## Histoire

### Histoire de Belmont
Au commencement du XIIe siècle, il n'y avait à Belmont qu'une chapelle rurale bâtie à proximité d'un antique château. Cette chapelle dépendait de la paroisse de Massigneux. En 1110, Guy, évêque de Genève, donna cette chapelle aux moines de Saint-Claude qui y établirent un prieuré avant de la transformer en église paroissiale, sous le vocable de Sainte-Catherine et de Saint-Oyand. L'église et le prieuré leur furent confirmés le 16 novembre 1184 d'abord par l'empereur Frédéric puis en 1186 par le pape Urbain III, et enfin par les papes Innocent IV et Félix V. L'église de Belmont fut rebâtie à la fin du XVe siècle ainsi que l'apprend la date de 1495 gravée au-dessus de la porte principale.
Les chanoines de Saint-Claude, hauts décimateurs de la paroisse, s'y faisaient au XVIIe siècle un revenu de 1 060 livres. Entre autres fonds, ils possédaient dans le village une grange où ils rassemblaient les dîmes prélevées en nature, un pré à Champdossin, une terre à Massigneux. La cure était encore plus riche que le prieuré en bien-fonds et en vignes dans les meilleurs terroirs : à la Guigonnière, à Cravêche, à Hostel, au Caton, etc. Les sept chapelles de l'église avaient aussi chacune leurs dotations. Les mieux dotées étaient celles de Sainte-Barbe et de Saint-Jean dont le patronage appartenait aux syndics et aux habitants et celle de Saint-Sébastien et de Saint-Antoine qui dépendaient du seigneur d'Hostel.
Les habitants de Belmont possédaient dans la montagne qui domine une large étendue de la forêt noire, qui leur fut confirmée en 1317 par Louis de Savoie, baron de Vaud, et en 1390 par le compte Amédée, moyennant une redevance annuelle de 20 boisseaux d'avoine. En 1393, Bonne de Bourbon, comtesse de Savoie, remit cette redevance aux religieux de Pierre-Châtel.
Par arrêt de la cour de Lyon du 4 août 1837, la commune dut céder une notable partie de ses possessions immémoriales aux consorts de Drée et de Mandelot qui prétendaient aux droits des anciens seigneurs du Valromey.
Belmont est une des plus anciennes seigneuries du Bugey. Vers 1135, elle était possédée par Guillaume de Belmont. Parmi ses descendants, on compte Bérard de Belmont, vivant en 1170, Pierre en 1180, Guigonet et Ponce en 1234, Étienne en 1247, Guionnet en 1293, Jean et François en 1452, Guigues et Georges en 1477, Hugues en 1510, Antoine en 1595 et Guillaume en 1650. La veuve de ce dernier, Melchionne de Seyssel, reprit le fief de la rente noble de Belmont le 16 février 1655. Le château dépendait alors de la terre et justice d'Hostel, qui n'en était jadis qu'un arrière-fief. Les dernières représentantes de cette noble famille furent Sébastienne et Symonde de Belmont. Sébastienne épousa Claude, seigneur d'Arcollières, à Yenne en Savoie. Elle en était veuve en 1674. Melchionne d'Arcollières, sa fille unique fit son testament le 12 décembre 1689. Elle avait plusieurs enfants de son mari, Joseph Cyvost de Thézillieu.

### Histoire de Luthézieu
Paroisse de Luthézieu dès le XIIe siècle.

### Histoire commune
Le 1er novembre 1974, les deux communes fusionnent pour former Belmont-Luthézieu. Belmont est le chef-lieu et Luthézieu obtient le statut de commune associée jusqu'au 1er décembre 1997 où la fusion simple est actée.
Le 1er janvier 2019, Belmont-Luthézieu intègre la commune nouvelle de Valromey-sur-Séran qui est créée par un arrêté préfectoral du 17 décembre 2018. Cette dernière regroupe Belmont-Luthézieu, Lompnieu, Sutrieu et Vieu. Initialement, le projet incluait Champagne-en-Valromey qui devait en être le chef-lieu mais le 12 novembre 2018, une majorité de conseillers votent contre la création de la commune nouvelle. Les autres communes décident toutefois de continuer l'aventure à quatre et par sa population, Belmont devient le chef-lieu de la commune.

## Politique et administration

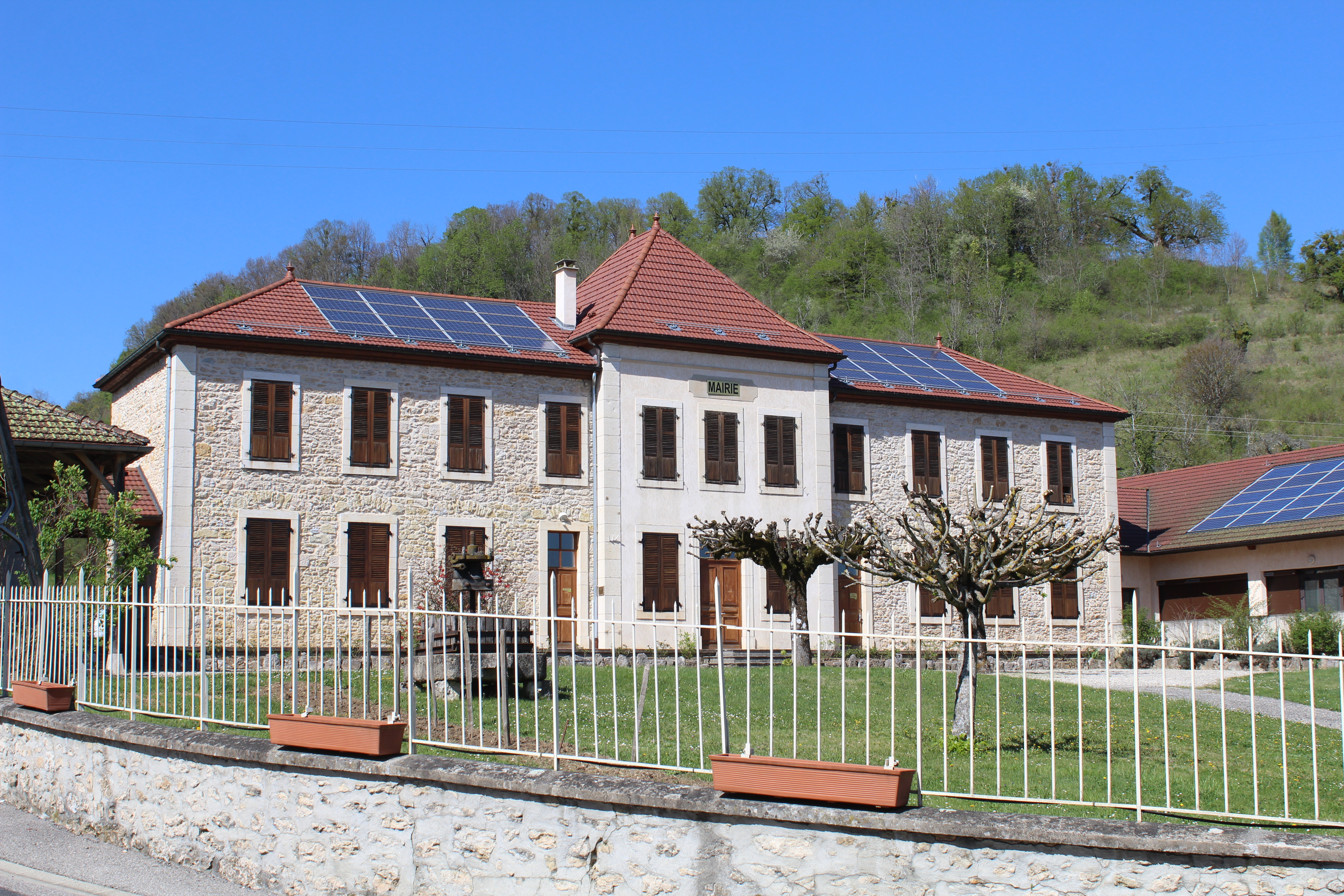
Mairie.

| Période                                  | Période | Identité               | Étiquette | Qualité                                                           |
| ---------------------------------------- | ------- | ---------------------- | --------- | ----------------------------------------------------------------- |
| avant 1981                               | ?       | André Tavel            |           |                                                                   |
| 1995                                     | 2001    | André Michaud          |           |                                                                   |
| 2001                                     | 2014    | Jean-Baptiste Zambelli | DVG       | Conseiller général du canton de Champagne-en-Valromey (2008-2015) |
| 2014                                     | 2019    | Pauline Godet          |           |                                                                   |
| Les données manquantes sont à compléter. |         |                        |           |                                                                   |

| Période | Période  | Identité      | Étiquette | Qualité |
| ------- | -------- | ------------- | --------- | ------- |
| 2019    | En cours | Pauline Godet |           |         |

### Intercommunalité
La commune fait partie du syndicat mixte du bassin versant du Séran.

## Démographie
L'évolution du nombre d'habitants est connue à travers les recensements de la population effectués dans la commune depuis 1793. Pour les communes de moins de 10 000 habitants, une enquête de recensement portant sur toute la population est réalisée tous les cinq ans, les populations de référence des années intermédiaires étant quant à elles estimées par interpolation ou extrapolation. Pour la commune, le premier recensement exhaustif entrant dans le cadre du nouveau dispositif a été réalisé en 2006.
En 2018, la commune comptait 606 habitants, en évolution de +15,21 % par rapport à 2012 (Ain : +5,15 %, France hors Mayotte : +2,11 %).
| 1793 | 1800 | 1806 | 1821 | 1831 | 1836 | 1841 | 1846 | 1851 |
| ---- | ---- | ---- | ---- | ---- | ---- | ---- | ---- | ---- |
| 575  | 460  | 609  | 565  | 665  | 682  | 721  | 756  | 738  |

| 1856 | 1861 | 1866 | 1872 | 1876 | 1881 | 1886 | 1891 | 1896 |
| ---- | ---- | ---- | ---- | ---- | ---- | ---- | ---- | ---- |
| 739  | 733  | 735  | 724  | 642  | 608  | 626  | 610  | 628  |

| 1901 | 1906 | 1911 | 1921 | 1926 | 1931 | 1936 | 1946 | 1954 |
| ---- | ---- | ---- | ---- | ---- | ---- | ---- | ---- | ---- |
| 600  | 551  | 509  | 418  | 401  | 380  | 361  | 342  | 270  |

| 1962 | 1968 | 1975 | 1982 | 1990 | 1999 | 2006 | 2011 | 2016 |
| ---- | ---- | ---- | ---- | ---- | ---- | ---- | ---- | ---- |
| 275  | 240  | 300  | 293  | 308  | 394  | 461  | 527  | 596  |

| 2018 | - | - | - | - | - | - | - | - |
| ---- | - | - | - | - | - | - | - | - |
| 606  | - | - | - | - | - | - | - | - |

## Culture locale et patrimoine

### Lieux et monuments

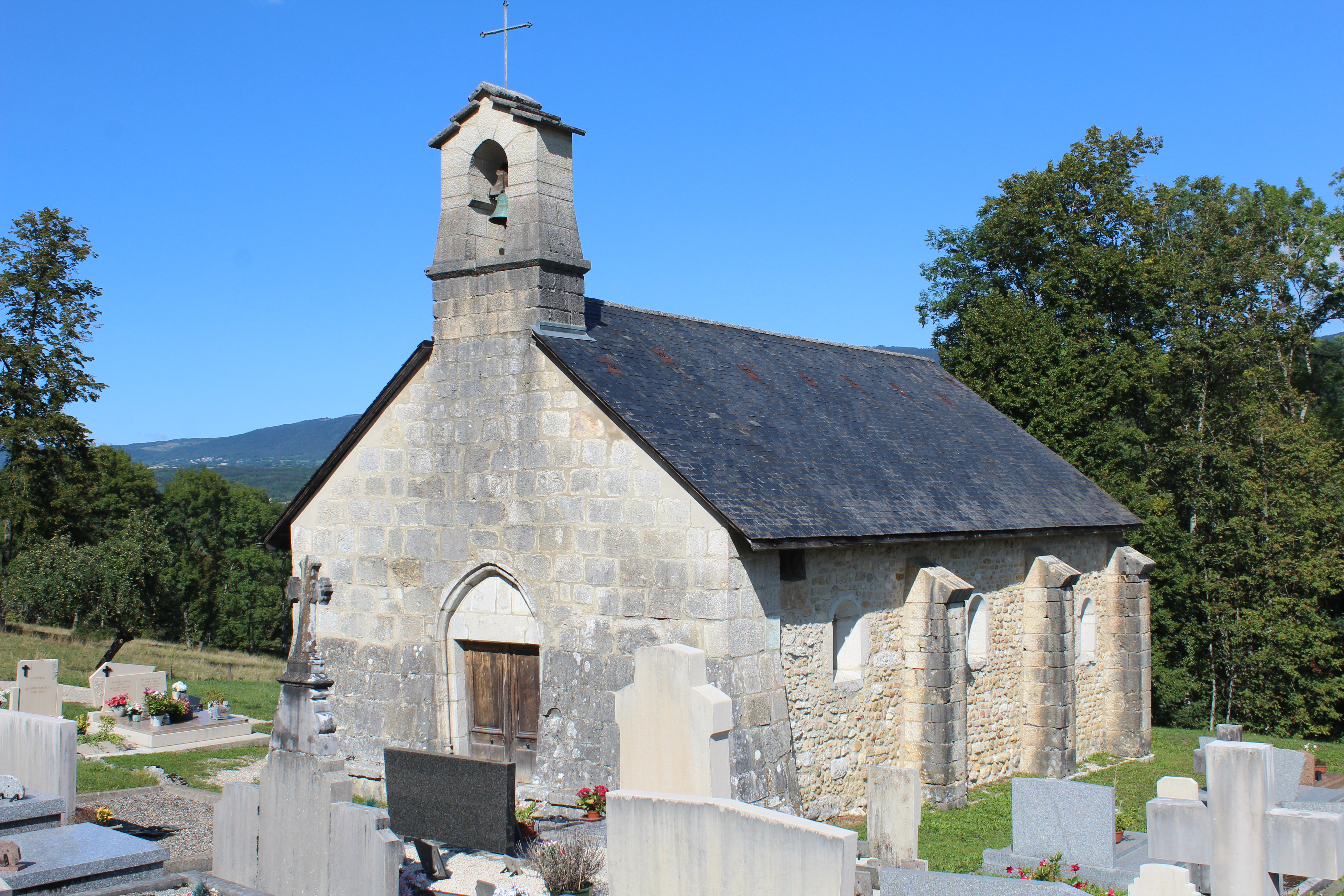
Église de Luthézieu.

La commune de Belmont-Luthézieu possède plusieurs monuments :
- l'église de Luthézieu fait l’objet d’une inscription au titre des monuments historiques depuis le 11 août 1975[10] ;
- l'église de Belmont. La date de 1495 est gravée au-dessus de la porte principale comme suit : A M CCCC XC V ;
- le château d'Hostel, Renaissance ;
- les vestiges du château des sires de Belmont cités vers 1135[11] ;
- le château de Thésieu ou Luthésieu (pour mémoire) ; reconstruit vers 1305, au lieu-dit sur Balme, par Jean d'Uthésieu ;
- les vestiges du Prieuré de Saint-Claude ;
- le monument aux Résistants du Valromey, à Luthézieu.

### Patrimoine naturel
- Le Fierloz : plateau karstique (lapiaz : fissures profondes creusées par les infiltrations d'eau) qui s'étend de Massignieu (Belmont-Luthézieu) à Artemare.
- Les gorges de Thurignin : marmites de géant.
- La cascade de Cerveyrieu : cascade haute de 60 mètres d'où se précipitent les eaux du Séran.

### Personnalités liées à la commune
- Paul Claudel, qui épousa la fille de Louis Sainte-Marie-Perrin, séjourna au château d'Hostel.
- Frère Gabriel Taborin (1799-1864), fondateur des Frères de la Sainte Famille installa sa communauté à Belmont de 1829 à 1840[12].
- L'architecte Tony Desjardins (1814-1882), est mort à Belmont-Luthézieu.
- Raymond Chevallier (1929-2004), latiniste, historien et archéologue français. Il repose aujourd'hui au cimetière communal.
- Henri Reynaud, né à Belmont en 1950, diplomate français, ambassadeur de France en Arménie[13].